# Edward Jefferies
Edward Jefferies (Inverness, 13 febbraio 1989) è uno schermidore britannico.

## Biografia
Ha conquistato una medaglia di bronzo nei campionati europei di scherma di Lipsia del 2010 nella gara di fioretto a squadre.

## Palmarès
In carriera ha conseguito i seguenti risultati:
- Europei di scherma

Lipsia 2010: bronzo nel fioretto a squadre.